# Meroles anchietae
Meroles anchietae es una especie de lagarto del género Meroles, familia Lacertidae, orden Squamata. Fue descrita científicamente por Bocage en 1867.

## Descripción
La longitud hocico-respiradero en adultos es de 5 centímetros.

## Distribución
Se distribuye por Namibia y Angola.